# 大中臣諸魚
大中臣 諸魚（おおなかとみ の もろな／もろうお）は、奈良時代から平安時代初期にかけての貴族。右大臣・大中臣清麻呂の四男。官位は正四位上・参議。

## 経歴
光仁朝初頭の宝亀2年（771年）皇后宮少進に任ぜられたのち、同年7月に右衛士大尉に転じ、宝亀6年（775年）中衛将監を経て、宝亀7年（776年）従五位下・衛門員外佐に叙任される。その後も、宝亀8年（777年）衛門佐、宝亀10年（779年）中衛少将、宝亀11年（780年）右衛士佐と武官を務める一方、備前介・下野守と地方官を兼ねている。
桓武朝に入ると、天応2年（782年）少納言と文官に転じる。桓武朝では長岡京遷都を担当し、延暦3年（784年）6月に中納言・藤原種継らと共に造長岡宮使に任ぜられ、同年11月には遷都に関連して松尾神社・乙訓神社に派遣されている。
のち、延暦4年（785年）右中弁兼左兵衛督と文武の要職を兼ねる一方で、延暦2年（783年）従五位上次いで正五位下、延暦4年（785年）正五位上、延暦6年（787年）従四位下と急速に昇進し、延暦9年（790年）参議に任ぜられ公卿に列した。その後も延暦13年（794年）従四位上次いで正四位下と累進して、延暦15年（796年）正四位上に至り、議政官として左大弁・近衛大将を兼ねた。
なお、延暦8年（789年）以降神祇伯も兼任し、延暦10年（791年）神宮が放火されたことの謝罪、延暦13年（794年）蝦夷征討祈願を目的に、いずれも伊勢大神宮に派遣されて幣帛を奉納している。また、延暦11年（792年）母・多治比子姉が卒したが、これに先だって、中臣氏で神祇伯を務める者は、天照大神に仕える神主であることから、代々近親者の服喪のために解官されることがない旨、諸魚は朝廷に申請していた。しかし、諸魚が葬儀に携わらないといっても、そのまま神事に供奉してはならないとして、法令通り官を辞して喪に服すよう勅令が出されている。
延暦16年（797年）2月21日卒去。享年55。最終官位は参議左大弁近衛大将兼神祇伯正四位上。

## 人物
琴歌を好んだが、他には才能は無かった。服喪中であっても、興が乗ると慎むことを忘れるような所があった。財貨に貪欲で金儲けに勤しんだために、時の人々に蔑まれたという。

## 官歴
注釈がないものは六国史に基づく。
- 宝亀2年（771年） 正月：皇后宮少進[6]。7月：右衛士大尉[6]
- 宝亀6年（775年） 3月：中衛将監[6]
- 宝亀7年（776年） 正月7日：従五位下。3月6日：衛門員外佐
- 宝亀8年（777年） 10月13日：衛門佐
- 宝亀9年（778年） 2月4日：兼備前介
- 宝亀10年（779年） 2月23日：兼下野守。9月7日：中衛少将
- 宝亀11年（780年） 9月1日：右衛士佐
- 天応2年（782年） 閏正月17日：少納言
- 延暦3年（783年） 正月7日：従五位上。4月2日：兼兵部大輔。6月10日：造長岡宮使。12月2日：正五位下
- 延暦4年（785年） 正月15日：兼山背守。正月27日：左中弁。7月6日：兼左兵衛督。11月25日：正五位上
- 延暦5年（786年） 2月17日：式部大輔。4月19日：右京大夫
- 延暦6年（787年） 5月19日：従四位下
- 延暦7年（788年） 2月6日：兼播磨守
- 延暦8年（789年） 2月4日：兼近江守。3月16日：神祇伯
- 延暦9年（790年） 2月27日：参議
- 延暦11年（792年） 4月21日：兼近衛大将。閏11月4日：辞官（母服喪）
- 延暦13年（794年） 正月：従四位上[6]。2月：兵部卿。10月27日：正四位下
- 延暦14年（795年） 2月19日：左大弁
- 延暦15年（796年） 7月28日：正四位上
- 延暦16年（797年） 2月21日：卒去（参議左大弁近衛大将兼神祇伯正四位上）

## 系譜
「中臣氏系図」（『群書類従』巻第62所収）による。
- 父：大中臣清麻呂
- 母：多治比子姉（古奈禰）
- 妻：大和姫子 - 典侍
  - 男子：大中臣智治麻呂
  - 男子：大中臣伯麻呂
- 妻：大和小常子
  - 女子：大中臣百子 - 平城天皇御息所